# Warwick Bridge
Warwick Bridge – wieś w Anglii, w Kumbrii, w dystrykcie (unitary authority) Cumberland. Leży 9 km na wschód od miasta Carlisle i 418 km na północny zachód od Londynu. W 2015 miejscowość liczyła 1239 mieszkańców.